# Сушиловское сельское поселение
Сушиловское сельское поселение — муниципальное образование в Боровичском муниципальном районе Новгородской области.
Административный центр — деревня Сушилово, расположена к западу от Боровичей.

## География
Территория сельского поселения граничит граничит:
- на севере Сушанским сельским поселением Боровичского муниципального района;
- на западе с муниципальными образованиями Окуловского муниципального района:
  - Котовским сельским поселением,
  - Кулотинским городским поселением,
  - Озерковскоским сельским поселением;
- на юге с Травковским сельским поселением Боровичского муниципального района
- на востоке с Боровичским городским поселением.

По территории сельского поселения протекает река Шегринка.

## История
Статус сельского поселения и границы установлены областным законом от 22 декабря 2004 года № 373-ОЗ «Об установлении границ муниципальных образований, входящих в состав территории Боровичского муниципального района, наделении их статусом городского и сельских поселений и определении административных центров».

## Население
| 2010 | 2012 | 2013 | 2014 | 2015 | 2016 | 2017 |
| ---- | ---- | ---- | ---- | ---- | ---- | ---- |
| 545  | ↘532 | ↘513 | ↘494 | ↘483 | ↗485 | ↘465 |
| 2021 |      |      |      |      |      |      |
| ↗527 |      |      |      |      |      |      |

## Состав сельского поселения
| №  | Населённый пункт | Тип                             | Население |
| -- | ---------------- | ------------------------------- | --------- |
| 1  | Бобовик          | деревня                         | 12        |
| 2  | Большой Вязник   | деревня                         | 17        |
| 3  | Выставка         | деревня                         | 6         |
| 4  | Гайново          | деревня                         | 13        |
| 5  | Городок          | деревня                         | 2         |
| 6  | Дерягино         | деревня                         | 21        |
| 7  | Доманино         | деревня                         | 2         |
| 8  | Иевково          | деревня                         | 13        |
| 9  | Иловатик         | деревня                         | 0         |
| 10 | Котово           | деревня                         | 5         |
| 11 | Лебёдка          | деревня                         | 5         |
| 12 | Макарово         | деревня                         | 0         |
| 13 | Масловка         | деревня                         | 0         |
| 14 | Овсянниково      | деревня                         | 0         |
| 15 | Павлушково       | деревня                         | 0         |
| 16 | Перелоги         | деревня                         | 18        |
| 17 | Подборье         | деревня                         | 85        |
| 18 | Садовка          | деревня                         | 25        |
| 19 | Соинское         | деревня                         | 29        |
| 20 | Сушилово         | деревня, административный центр | 196       |
| 21 | Хоромы           | деревня                         | 88        |
| 22 | Шегрино          | деревня                         | 8         |

## Экономика
- В деревне Сушилово расположено 3 магазина - ИП Букетова, Империя ООО, ИП Лозицкая;
- столярный цех (пилорама) в деревне Хоромы ИП Белякова А.Н;
- 331 хозяйство.

## Связь
На территории муниципального образования расположены почтовое отделение связи, автоматическая телефонная станция «Новгородтелеком», вышки телефонной сотовой связи «Мегафон» и «Телеком 21».

## Образование, здравоохранение и культура
На территории сельского поселения расположены: МБДОУ "Детский сад  д. Сушилово", Фельдшерско-акушерские пункты в деревнях Сушилово и Хоромы, Дом культуры в деревне Сушилово, библиотека в здании Дома культуры, ветлечебница в деревне Сушилово.